# 进步主义教育
进步主义教育（Progressive education或Educational progressivism）是一个开始于19世纪后期的教育运动，它是一种信仰：教育必须依据的原则是，人类是社会性动物，最好的学习是在与他人的真实的生活活动中学习。进步主义宣称有最好的学习科学理论支持。大部分进步主义教育家认为，儿童学习，好像他们是科学家。下面的过程类似于约翰·杜威的学习模式：
1. 意识到问题
2. 定义问题
3. 提出假说来解决问题
4. 从过去的经验评价假说的后果
5. 测试最有可能的解决方案

因此，对一个进步主义的老师的要求不仅是提供阅读和技巧，而且还要提供围绕学生的现实生活的现实世界的经验和活动。一个典型的进步主义的口号是“在做中学”（learning by doing）
1957年10月，苏联成功发射人造地球卫星后，美国和欧洲对教育理论进行了反思，进步主义教育运动走向衰落。然而，今天仍有许多学校使用进步主义教育方法，许多学校认同进步主义的教育哲学。